# 말 모르다 막 무르카더
말 모르다 막 무르카더(아일랜드어: Máel Mórda mac Murchada, ? ~ 1014년 4월 23일)는 중세 렌스터의 왕이다.
무르커드 막 핀의 아들이며 고름플라흐 잉겐 무르카더와 남매지간이다. 이 둔랑거 왕가에서 분가한 이 팔란(Uí Fáeláin) 왕가에 속하며 오늘날의 킬데어 일대를 지배했다.
말 모르다는 999년 12월 30일 마마 협곡 전투에서 브리안 보루마와 싸운 것으로 알려져 있으며, 1014년 성금요일 때 벌어진 클루언타르브 전투에서 쌍방이 모두 전사했다. 말 모르다의 아들 브란은 1016년 렌스터 왕으로 즉위했으나 1018년 폐위당했다.

## 참고 자료
- Byrne, Francis John, Irish Kings and High-Kings. Batsford, London, 1973. ISBN 0-7134-5882-8